# Hancock (Minnesota)
Pour les articles homonymes, voir Hancock.
Hancock est une ville du comté de Stevens, Minnesota, États-Unis. La population était de 717 habitants au recensement de 2000.